# 橫齒獸屬
橫齒獸屬（學名：Traversodon）是已滅絕合弓綱的一屬，屬於獸孔目的犬齒獸亞目，化石發現於巴西、阿根廷，地質年代屬於三疊紀中期的拉丁尼階。在1936年，Friedrich von Huene將發現於巴西的化石，命名為橫齒獸，並建立為橫齒獸科。

## 大眾文化
在電視節目《恐龍紀元》（When Dinosaurs Roamed America）中，一隻橫齒獸嚇跑一隻腔骨龍。

## 外部連結
- Paleobiology Database （页面存档备份，存于）
- UNIVERSIDADE DO RIO GRANDE DO SUL （页面存档备份，存于）